# ラーナー・ティエン
ラーナー・ティエン（Learner Tien, 2005年12月2日 - ）は、アメリカ合衆国カリフォルニア州アーバイン出身の男子プロテニス選手。ATPランキング自己最高位はシングルス62位、ダブルス732位。身長180cm、体重73kg。左利き、バックハンド・ストロークは両手打ち。

## 選手経歴

### 2022年 グランドスラム初出場
2022年、ワイルドカードで全米オープンに初出場。当時16歳であり、2005年のドナルド・ヤング以来、同大会史上最年少での出場となった。1回戦で第32シードのミオミル・ケツマノビッチに敗れた。

### 2023年
2023年の全米オープンにもワイルドカードで出場し、1回戦でフランシス・ティアフォーに敗れた。

### 2024年 チャレンジャーツアー初優勝、ATPツアーベスト8進出、トップ125入り
2024年7月、チャレンジャーツアーのクランブルック国際で初優勝。2016年にフランシス・ティアフォーが18歳で優勝して以来、アメリカ人選手では最年少のチャレンジャーツアー優勝であった。
ワイルドカードで3年連続となる全米オープンに出場したが、1回戦で敗れた。ATPランキング231位で出場したウィンストン・セーラム・オープンではトリスタン・スクールケイト、ファビアーン・マロジャーン（第9シード）、チアゴ・ザイボチ・ヴィウチに勝利し、ATPツアー初のベスト8に進出した。ATPツアーにおけるアメリカ人選手のベスト8進出は2020年のブランドン・ナカシマ以来、史上最年少であった。この活躍により、8月26日に更新されたATPランキングでは前回から40位上昇した191位にランクインした。
ラスベガス・チャレンジャーにてチャレンジャー2度目の優勝を果たし、9月16日に更新されたATPランキングで151位にランクインした。10月に出場したフェアフィールド・チャレンジャーでも優勝し、決勝ではバーナード・トミックを相手にチャレンジャー史上最短となる39分で勝利した。19歳未満のアメリカ人選手がチャレンジャーツアーで3度優勝したのはテイラー・フリッツ、アンディ・ロディック、サム・クエリー以来、史上4人目だった。12月に出場したネクストジェネレーション・ATPファイナルズでは準優勝した。

### 2025年 全豪初出場で4回戦進出、対トップ5初勝利
2025年1月、予選を勝ち抜き全豪オープンに初出場。1回戦でカミロ・ウゴ・カラベリを相手にグランドスラム大会初勝利を記録し、2回戦ではATPランキング5位のダニール・メドベージェフ相手に、4時間49分にわたるフルセットの末に勝利。試合が終わったのは午前3時であった。3回戦ではコランタン・ムーテにストレート勝ちし、2005年のラファエル・ナダル以来、史上最年少となる4回戦進出を果たした。

## 成績
略語の説明
| W | F | SF | QF | #R | RR | Q# | LQ | A | Z# | PO | G | S | B | NMS | P | NH |

W=優勝, F=準優勝, SF=ベスト4, QF=ベスト8, #R=#回戦敗退, RR=ラウンドロビン敗退, Q#=予選#回戦敗退, LQ=予選敗退, A=大会不参加, Z#=デビスカップ/BJKカップ地域ゾーン, PO=デビスカップ/BJKカッププレーオフ, G=オリンピック金メダル, S=オリンピック銀メダル, B=オリンピック銅メダル, NMS=マスターズシリーズから降格, P=開催延期, NH=開催なし.

### シングルス

#### グランドスラム大会
| 大会           | 2022 | 2023 | 2024 | 2025 | 通算成績 |
| -------------- | ---- | ---- | ---- | ---- | -------- |
| 全豪オープン   | A    | A    | A    | 4R   | 3–1      |
| 全仏オープン   | A    | A    | A    | 1R   | 0–1      |
| ウィンブルドン | A    | A    | A    | 2R   | 1–1      |
| 全米オープン   | 1R   | 1R   | 1R   |      | 0–3      |

#### 大会最高成績
| 大会                 | 成績 | 年       |
| -------------------- | ---- | -------- |
| ATPファイナルズ      | A    | 出場なし |
| インディアンウェルズ | 1R   | 2025     |
| マイアミ             | Q1   | 2023     |
| モンテカルロ         | A    | 出場なし |
| マドリード           | 1R   | 2025     |
| ローマ               | 2R   | 2025     |
| カナダ               | 4R   | 2025     |
| シンシナティ         | A    | 出場なし |
| 上海                 | A    | 出場なし |
| パリ                 | A    | 出場なし |
| オリンピック         | A    | 出場なし |
| デビスカップ         | A    | 出場なし |

## 対トップ10勝利
| 年   | 2025 | 合計 |
| ---- | ---- | ---- |
| 勝利 | 4    | 4    |

| No.  | 対戦相手                 | ランキング | 大会           | サーフェス | ラウンド | スコア                                   | ランキング |
| ---- | ------------------------ | ---------- | -------------- | ---------- | -------- | ---------------------------------------- | ---------- |
| 2025 |                          |            |                |            |          |                                          |            |
| 1.   | ダニール・メドベージェフ | 5          | 全豪           | ハード     | 2R       | 6–3, 7–6(7–4), 6–7(8–10), 1–6, 7–6(10–7) | 121        |
| 2.   | アレクサンダー・ズベレフ | 2          | アカプルコ     | ハード     | 2R       | 6–3, 6–4                                 | 83         |
| 3.   | ベン・シェルトン         | 10         | マヨルカ       | 芝         | 2R       | 6-4, 7–6(7–2)                            | 67         |
| 4.   | アンドレイ・ルブレフ     | 10         | ワシントンD.C. | ハード     | 2R       | 7–5, 6–2                                 | 67         |

## 人物
両親はベトナム人で、名前のLearnerは母親の職業が数学教師だったことに由来する。